# Blank (TV-serie)
Blank är en norsk webbaserad dramaserie om ungdomars liv första året efter gymnasiet.
Serien är producerad av NRK P3 och sänds på seriens hemsida, blank.p3.no, med nya klipp eller andra uppdateringar varje dag som sätts ihop till ett avsnitt varje söndag.

## Säsonger

### Säsong 1
Den första säsongen handlar om Ella, 19 år, som tillbringar första året efter gymnasiet med bästa vännen Susanne och pojkvännen Mats. Ella har tillsammans med Susanne flyttat från Bergen till Oslo för att ta ett sabbatsår. Medan Ella försöker komma på vad hon vill studera och arbeta med i framtiden jobbar hon på Plantagen. Säsong 1 visades under våren 2018 och innehåller 9 avsnitt. 

### Säsong 2
Den andra säsongen handlar om Zehra, 19 år, som bor hemma och studerar farmaci på OsloMet med bästa vännen Amina. Zehra framstår som självsäker och tuff men när hon möter Petter upptäcker hon en för henne obekant värld, med koder hon inte helt förstår, och allt blir mycket svårare. Säsong 2 visades under våren 2019 och innehåller 9 avsnitt.

### Säsong 3
Den tredje säsongen handlar om Markus, 19 år, som drog till Oslo direkt efter studenten. När han drog ifrån bygden var han den coolaste kilen med den finaste tjejen, men trots att det bara gått ett kort tag sen dess, är allt annorlunda när han kommer tillbaka. Säsong 3 visades under hösten 2019 och innehåller 8 avsnitt. 

## Rollista

### Säsong 1
- Cecilie Amlie Conesa som Ella Correia Midjo
- Maria Sunniva Aasen Sandvik som Susanne Gressum
- William Greni Arnø som Mats Danielsen
- Jakob Fort som Simen Brøste Molstad
- Kashayar Afshar som Parsa
- Mette Spjelkavik Enoksen som Louise Bettvik
- Johan Hveem Maurud som Ragnar Henrikhaugen
- Ada Otilde Eide som Guro Nordlie
- Galvan Mehidi som Aref

### Säsong 2
- Ayyüce Kozanli som Zehra Demir
- Aima Hassan som Amina Iqbal
- Zoha Najeeb som Nadiya
- Sjur Vatne Brean som Martin
- Magnus Romkes Wold som Petter Heen
- Malin Landa som Celine
- Kristine Thorp som Selma

### Säsong 3
- Alfred Ekker Strande som Markus Berg
- Sofie Albertine Foss som Karoline Ramstad
- Ane Øverli som Ida Halvorsen
- Martin Lepperød som Fredrik Unstad
- Magan Gallery som Elias